# Rial (Valle del Dubra)
Rial (llamada oficialmente San Vicente de Rial) es una parroquia española del municipio de Valle del Dubra, en la provincia de La Coruña, Galicia.

## Entidades de población
Entidades de población que forman parte de la parroquia:
- A Igrexa
- Arnexo
- Boiro (Buiro)
- Campo de Carlexo (O Campo de Carlexo)
- Campo de Rial (O Campo de Rial)
- Campo dos Cochos (O Campo dos Cochos)
- Carlexo
- Carral (O Carral)
- Castro (O Castro)
- Foxo (O Foxo)
- Loureiro
- Malvares
- Pousada
- Rieiro (O Rieiro)
- San Estebo (Santo Estevo)
- Soutiño
- Viso (O Viso)

## Despoblado
- Constenla (Costenla)

## Demografía
| Gráfica de evolución demográfica de Rial entre 2000 y 2019 |
|                                                            |
| Datos según el nomenclátor publicado por el INE.           |